# Александър Петрунов
Александър Петрунов е български рок певец и музикант, основател на една от първите рок групи в България – Сребърните гривни.

## Биография
Роден е на 25 август 1946 в София. Заедно с Валентин Стефанов създават групата „Огнените момчета“, които по-късно се преименуват на Сребърните гривни. Първоначално свирят само инструментални композиции, сред които кавъри на The Shadows. Освен това „Гривните“ са първата българска група, която изпълнява народни песни в рок вариант. През 1968 г. Балкантон издават на малка плоча две песни на Сребърните гривни с Георги Минчев. Различни изпълнения на групата са попадали и в сборни албуми от края на 60-те и началото на 70-те години. След разпадането на „Гривните“ Петрунов участва в групата „6+1“, основана от Иван Пеев. Тази формация издава едно EP с 4 песни, две от които са кавър версии (с български текстове) на Дийп Пърпъл и Crow. Скоро обаче и тази група се разпада.
През 70-те години Петрунов работи с Емил Димитров, Лили Иванова, Йорданка Христова, Вариант Б и други известни изпълнители. През 1976 заедно с Константин Марков създават група Тангра, която по това време свири хардрок и в репертоара ѝ влизат предимно песни на Дийп Пърпъл. Освен това, Тангра гастролират в държавите от соцлагера, включително и в СССР. През 1978 г. печелят Младежкия конкурс за забавна песен с песента „Ако имаш време“, която остава най-големия хит в кариерата на Александър Петрунов.
През 80-те години Петрунов емигрира в Швеция, където създава трио „Свенц“ с Александър Кипров и Руслан Купенов. По-късно Сашо Гривната заминава за САЩ, където живее. Издава 4 албума с песни с християнски текстове, а освен това се занимава и с изработка на музикални инструменти.

## Дискография

### Сребърните гривни
- Пустотоно лудо и младо – 1968 (Сингъл) (с Георги Минчев)
- The Best Of The Beat Groups Of Sofia – 1972 (Сплит)
- Psychedelic Trip Through Bulgaria – 2001 (Сплит)

### 6+1
- 6+1 – 1972 (EP)

### Тангра
- Не знаеш умора – 1978 (Сингъл)
- Ако имаш време – 1978 (Сингъл)